# 能代山本広域市町村圏組合

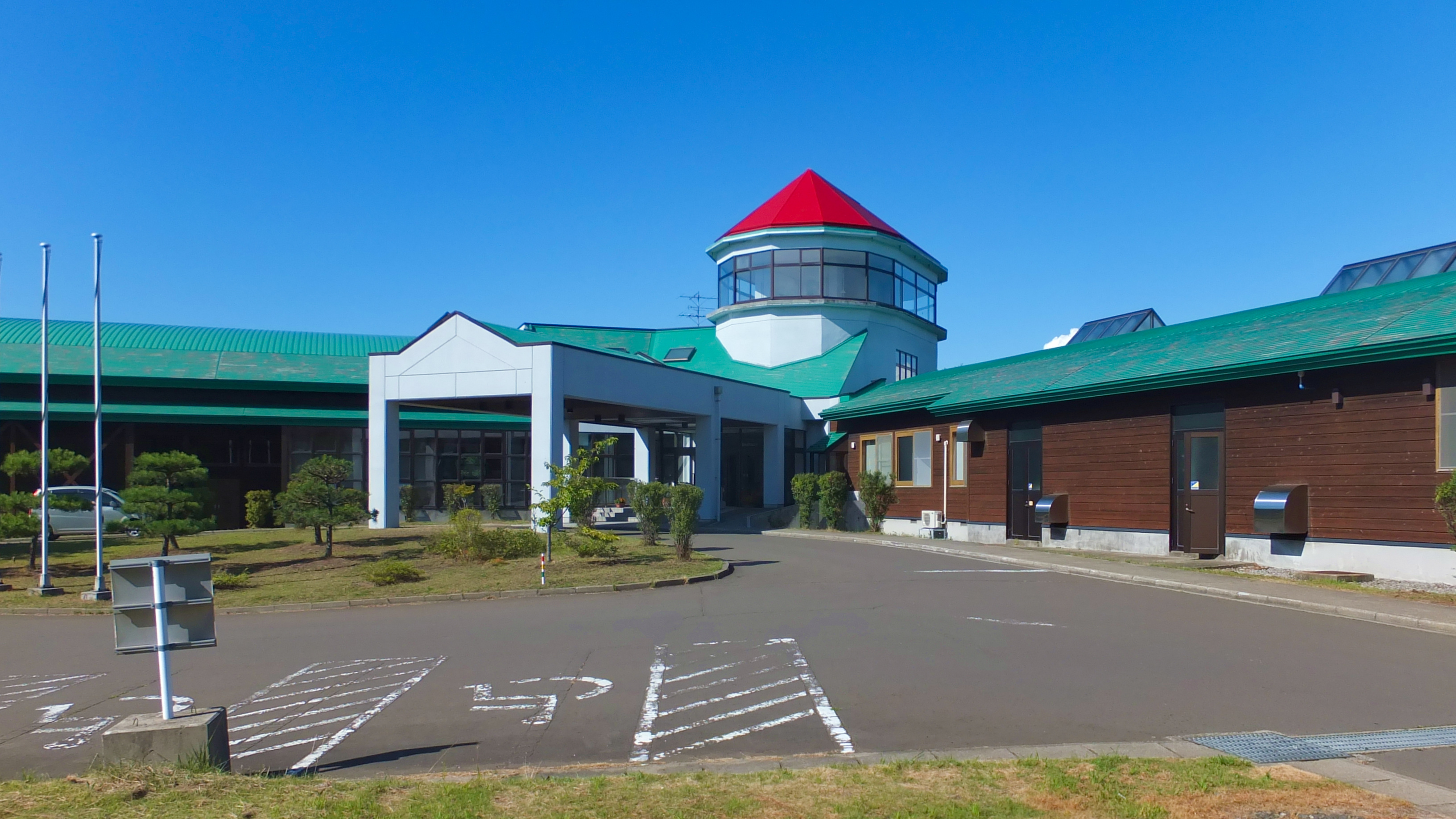
能代山本広域市町村圏組合の事務局が所在する能代山本広域交流センター（能代市海詠坂）

能代山本広域市町村圏組合（のしろやまもとこういきしちょうそんけんくみあい）は、秋田県能代市、山本郡八峰町、三種町、藤里町の1市3町で構成する一部事務組合。

## 共同事務
【出典】
1. 能代山本ふるさと市町村圏計画の策定、進行管理、連絡調整並びに広域活動計画に基づく事業の実施に関すること
2. 広域都市診断の実施に関すること
3. 介護認定審査会の設置及び運営に関すること
4. 特別養護老人ホームの設置及び管理、運営に関すること
5. 老人保養センターの設置及び管理、運営に関すること
6. 高齢者交流センターの設置及び管理、運営に関すること
7. 青少年の家の設置及び管理、運営に関すること
8. 広域野球場の設置及び管理、運営に関すること
9. 広域体育館の設置及び管理、運営に関すること
10. 広域交流センターの設置及び管理、運営に関すること
11. スポーツリゾートセンターの設置及び管理、運営に関すること
12. 職員の共同研修に関すること
13. 救急医療対策に関すること
14. 消防及び救急業務に関すること（消防団に関することを除く）
15. ごみ処理施設の設置及び管理、運営に関すること
16. 粗大ごみ処理施設の設置及び管理、運営に関すること（旧二ツ井町区域及び藤里町に係るものを除く）
17. し尿処理施設の設置及び管理、運営に関すること（旧二ツ井町区域及び藤里町に係るものを除く）

## 管内の現況
- 管内の人口 - 76,316人
  - 能代市 - 50,988人
  - 八峰町 - 6,686人
  - 三種町 - 15,625人
  - 藤里町 - 3,017人

2019年（令和元年）7月1日
- 管内の世帯数 - 31,770世帯
  - 能代市 - 22,032世帯
  - 八峰町 - 2,655世帯
  - 三種町 - 5,924世帯
  - 藤里町 - 1,159世帯

2019年（令和元年）7月1日現在
- 管内の面積 - 1,191.20 km2
  - 能代市 - 426.95 km2
  - 八峰町 - 234.14 km2
  - 三種町 - 247.98 km2
  - 藤里町 - 282.13 km2

2019年（令和元年）7月1日現在

## 組織
- 議会
- 監査委員
- 理事会
  - 会計管理者
  - 事務局
    - 総務企画課
    - 環境衛生課
    - 特別養護老人ホーム 長寿園
    - 特別養護老人ホーム 海潮園
    - 高齢者交流センター おとも苑
    - 能代山本スポーツリゾートセンター アリナス
    - 能代山本広域交流センター
    - 中央衛生処理場
    - 南部清掃工場
    - 北部粗大ごみ処理工場

  - 消防本部
    - 消防署（能代、二ツ井、三種、八峰）
      - 分署（藤里、上岩川）
      - 出張所（東能代、西能代、向能代）

## 常備消防
能代山本広域市町村圏組合消防本部（のしろやまもとこういきしちょうそんけんくみあいしょうぼうほんぶ）は、秋田県能代市及び山本郡（八峰町、三種町、藤里町）を管轄する消防部局（消防本部）。

### 組織
【出典】
- 消防長（消防正監）
  - 次長（消防監）
    - 総務課
    - 予防課
    - 警防課
    - 救急課
    - 通信指令室
    - 能代消防署
      - 東能代出張所
      - 西能代出張所
      - 向能代出張所

    - 二ツ井消防署
      - 藤里分署

    - 三種消防署
      - 上岩川分署

    - 八峰消防署

### 消防署等
消防署
| 消防署       | 郵便番号   | 所在地                                       | 分署・出張所                             |
| ------------ | ---------- | -------------------------------------------- | ---------------------------------------- |
| 能代消防署   | 〒016-0851 | 秋田県能代市緑町2番22号                      | 東能代出張所、西能代出張所、向能代出張所 |
| 二ツ井消防署 | 〒018-3144 | 秋田県能代市二ツ井町字中坪41番地4            | 藤里分署                                 |
| 三種消防署   | 〒018-2402 | 秋田県山本郡三種町川尻字東大堤下23番地1      | 上岩川分署                               |
| 八峰消防署   | 〒018-2502 | 秋田県山本郡八峰町蜂浜目名潟字下谷地152番地3 |                                          |

分署・出張所
| 分署・出張所 | 郵便番号   | 所在地                                 |
| ------------ | ---------- | -------------------------------------- |
| 東能代出張所 | 〒016-0102 | 秋田県能代市字一本木37番地2            |
| 西能代出張所 | 〒016-0801 | 秋田県能代市浜通町53番地9              |
| 向能代出張所 | 〒016-0013 | 秋田県能代市向能代字上野越83番地2      |
| 藤里分署     | 〒018-3205 | 秋田県山本郡藤里町粕毛字家の下9番地2   |
| 上岩川分署   | 〒018-2101 | 秋田県山本郡三種町上岩川字小又口9番地2 |

## 施設
【出典】
| 施設                                      | 郵便番号   | 所在地                                   |
| ----------------------------------------- | ---------- | ---------------------------------------- |
| 事務局                                    | 〒016-0876 | 秋田県能代市字海詠坂3番地2               |
| 特別養護老人ホーム 長寿園                 | 〒016-0157 | 秋田県能代市字腹鞁ノ沢19番地1            |
| 特別養護老人ホーム 海潮園                 | 〒016-0014 | 秋田県能代市落合字大開1番地1             |
| 高齢者交流センター おとも苑               | 〒016-0157 | 秋田県能代市字腹鞁ノ沢19番地10           |
| 能代山本広域交流センター                  | 〒016-0876 | 秋田県能代市字海詠坂3番地2               |
| 能代山本スポーツリゾートセンター アリナス | 〒016-0014 | 秋田県能代市落合字下台2番地1             |
| 中央衛生処理場                            | 〒016-0171 | 秋田県能代市河戸川字西山下1番地2         |
| 南部清掃工場                              | 〒018-2401 | 秋田県山本郡三種町鵜川字上笠岡70番地21   |
| 北部粗大ごみ処理工場                      | 〒018-2509 | 秋田県山本郡八峰町蜂浜沼田字横長根1番地5 |